# Grand Terrace (Kalifornija)
Grand Terrace je grad u američkoj saveznoj državi Kalifornija. Prema popisu stanovništva iz 2010. u njemu je živjelo 12.040 stanovnika.